# Титан-Заря
«Титан-Заря» — украинский мини-футбольный клуб из Покровского, Днепропетровская область, участник Экстра-лиги чемпионата Украины по мини-футболу.
«Титан-Заря» является единственной сельской командой среди клубов Первой и Экстра-лиги Чемпионата Украины по мини-футболу. Президентом команды является Анатолий Пучка, генеральный директор ООО «Заря», сельскохозяйственного предприятия Днепропетровской области. Помимо содержания команды, Анатолий Пучка выделяет средства на развитие детского и взрослого спорта в других посёлках области.
Под руководством тренера Александра Юзика «Титан-Заря» пробился в финал Первой лиги, а также вышел в Финал четырёх Кубка Украины 2012, где уступил харьковскому «Локомотиву». Команда получила приглашение участвовать в Экстра-лиге 2012/13, однако отказалась из-за конфликта с руководством АМФУ. В этот период команду представляли исключительно местные футболисты. Известными воспитанниками клуба стали Павел Пичкуров, Валерий Легчанов и Александр Маржановский.
В сезоне 2014/15 команда начинает выступления в Экстра-лиге. Команде прогнозировали занятое 7-9 место по итогам турнира, и групповой этап коллектив действительно занял на седьмом месте, получив право участия в плей-офф. Перед матчами плей-офф было объявлено об отставке играющего тренера Виталия Соломки; новым играющим тренером стал Эдуард Кулик. В плей-офф в напряжённой борьбе «Титан-Заря» уступил «Спортлидеру+» со счётом в серии 1:2.
С сезона 2014/15 «Титан-Заря» выступает в Экстра-лиге.
С 2019 года команда расформирована

## Внешние ссылки
Официальные сайты
- Официальный сайт
- Youtube канал